# Proyecto 211
El Proyecto 211 (en chino, 211工程; pinyin, 211 gōngchéng) es un proyecto de las Universidades nacionales clave y las facultades chinas iniciado en 1995 por el Ministerio de Educación, con la intención de impulsar los niveles de investigación de las mejores universidades y cultivar estrategias de desarrollo socioeconómico. Durante la primera fase del proyecto, de 1996 a 2000, se distribuyeron aproximadamente 2200 millones de dólares.
Hoy en día, China tiene más de 2.900 instituciones de educación superior, de las cuales un 4% pertenecen al Proyecto 211 (las que han alcanzado los niveles científico, técnico y de recursos humanos mínimos y ofrecen programas avanzados). Las escuelas del Proyecto 211 tienen la responsabilidad de formar a cuatro de cada cinco estudiantes de doctorado, a dos tercios de los estudiantes de postgrado, a la mitad de los estudiantes extranjeros y a un tercio de los estudiantes de grado. Estas universidades albergan el 96% de los laboratorios estatales clave y utilizan el 70% del presupuesto de investigación científica.
El nombre del proyecto viene de una abreviación del siglo 21 y 100 (el número aproximado de universidades participantes).
En octubre de 2015, el Consejo de Estado de la República Popular China publicó el 'Plan general para promover la construcción de universidades de primera clase mundial y disciplinas de primera clase (Plan universitario doble de primera clase)' e hizo nuevos arreglos para el desarrollo de la educación superior en China. reemplazando proyectos anteriores como 'Proyecto 211', 'Proyecto 985' o 'Disciplinas clave de características del proyecto'.
Para 2021, hay 3012 universidades y facultades en China continental, y las 140 universidades de doble primera clase representaron menos del 5 % de las instituciones de educación superior en China, lo que representa las universidades y facultades más elitistas de este país.